# Yrjö Kolho
Yrjö Eliel Kolho, nascut Saxberg el 1905 es canvià el cognom, (Keuruu, Finlàndia Central, 23 d'abril de 1888 – Vilppula, Pirkanmaa, 13 de febrer de 1969) va ser un tirador finlandès que va competir a començaments del segle xx. Era germà dels també tiradors Lauri Kolho i Voitto Kolho.
El 1920, una vegada finalitzada la Primera Guerra Mundial, va prendre part en els Jocs Olímpics d'Anvers, on va disputar quatre proves del programa de tir. Va guanyar la medalla de plata en la prova de tir al cérvol, tret simple per equips i la de bronze en la de cérvol mòbil, doble tret per equips. En la prova de tir al cérvol, tret simple fou quart i en la de pistola lliure, 50 metres per equips onzè.